# Hylesia lolamex
Hylesia lolamex är en fjärilsart som beskrevs av Dyar 1913. Hylesia lolamex ingår i släktet Hylesia och familjen påfågelsspinnare. Inga underarter finns listade i Catalogue of Life.